# 하수구 기름

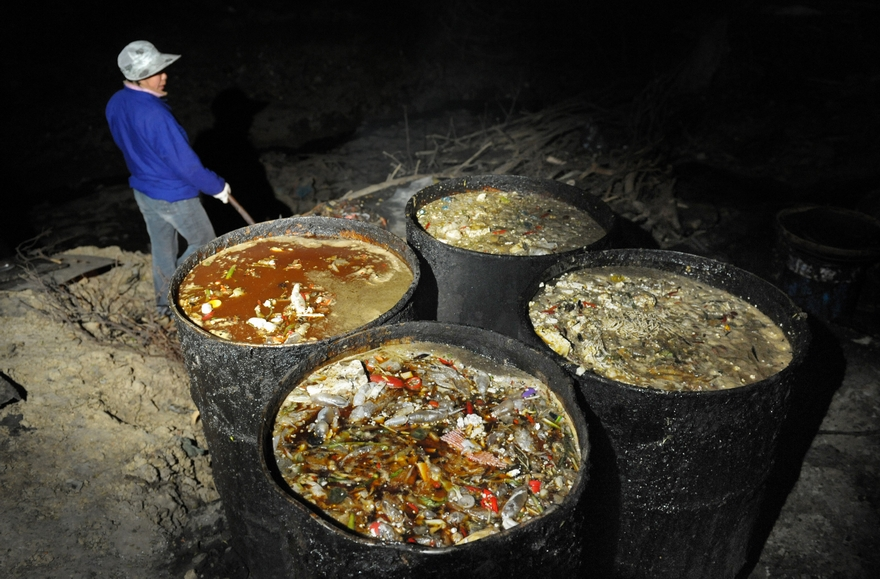

하수구 기름(중국어: 地沟油 / 地溝油, 餿水油)은 주로 중화인민공화국과 중화민국에서 재활용 오일을 지칭하는 데 사용되는 속어이다.
이는 이미 안전 규정이 허용하는 것보다 오랫동안 조리된 식용유를 레스토랑에서 재사용하는 불법 관행을 설명하는 데 사용될 수 있다. 이는 또한 식당 튀김기, 주방 및 도살장 폐기물, 하수구 배수구 등에서 수집된 산패한 노란색 기름의 재처리를 설명하는 데에도 사용될 수 있다.
배수구 기름의 사용은 매우 눈살을 찌푸리며 종종 기소로 이어진다. 예를 들어, 중국에서 시궁창 기름을 판매하면 장기간의 징역형을 선고받거나 집행 유예가 포함된 사형 선고를 받을 수 있다. 예를 들어, 2014년 사업가 주촨펑은 시궁창 기름 판매 혐의로 형을 선고 받았다. 같은 해 대만에서는 대규모 하수구 기름 스캔들이 밝혀졌다. 2015년 대만의 한 식품회사 회장이었던 예원샹은 시궁창 기름 243톤을 판매한 혐의로 22년 징역형과 160만 달러 상당의 벌금형을 선고받았다.